# Конвент от Иту
Конвентът от Иту (на португалски: Convenção de Itu) е първият републикански конвент в Бразилия, поставил началото на Паулистката републиканска партия и на организираното републиканско движение в Бразилия по време, в което страната е все още монархия. Конвентът се е състоял на 18 април 1873 г. в град Иту, Сао Пауло, в дома на Карлос Васконселос де Алмейда Прадо. Присъстват тогавашният общински съветник и бъдещ президент на Бразилия Пруденте де Морайс и представители на републикански настроените среди, консервативни и либерални, от различни градове на щата Сао Пауло.

## Състав
На Републиканския конвент в Иту вземат участие 133-ма делегати, представители на републиканците от различни градове на щата. 78 от делегатите в конвента са едри кафеени плантотри, а 55 са представители на различни свободни професии. Събранието се председателства от плантатора Жуао Тибириса Пиратининга, а резолюции на събранието агитират за либерална по дух кампания, която в крайна сметка трябва да доведе до установяването на федерален републикански режим в Бразилия.
Сред по-изтъкнатите участници в Конвента от Иту са:
- Америко Бразилиенсе де Алмейда Мело – три пъти губернатор на Сао Пауло;
- Бернардо Жозе де Кампос Жуниор – два пъти губернатор на Сао Пауло
- Америко де Кампос – изтъкнат бразилския юрист и дипломат;
- Густаво де Оливейра Годой – два пъти председател на Сената на Сао Пауло;
- Кампос Салис – бъдещ президент на Бразилия;
- Франсиско Глисерио де Серкейра Лейте – министър на правосъдието, земеделието, федерален депутат и сенатор.

## Значение на конвента
Републиканският конвент в Иту учредява събрание на републиканските представители, което трябва да се свиква периодично в Сао Пауло, и комисия, която да се занимава с работите на новоучредената партия. По този начин Конвентът поставя началото на първата добре организирана републиканска партия в страната, която по-късно се съюзява с другите републикански настроени партии – Флуминенската от Рио де Жанейро и Минейроската от Минас Жераис, както и с военните и с Католическата църва, което от своя страна довежда до обявяването на Бразилия за република през 1889 г.